# Parley
Parley es un programa de memorización desarrollado por KDE y forma parte de su proyecto educativo. Anteriormente era conocido como KVocTrain que fue sustituido en el lanzamiento de KDE 4.
Aunque originalmente fue concebido para el aprendizaje de idiomas puede ser usado para la memorización de una gran diversidad de temas. Parley permite al usuario crear diferentes tipos de pruebas simplemente tarjetas flash para que le ayuden. Los usuarios pueden compartir y descargar las listas de vocabularios. Utiliza el formato de archivos XML que es soportado por KWordQuiz, Kanagram y KHangMan que se puede compartir en cierta medida.

## Características
- Tiene diferentes tipos de prueba: Mezcla de letras, Opción múltiple, Pruebas escritas, Ejemplos, Formación de artículos, Comparación de formas, Conjugación, sinónimos, antónimos.
- Rápido sistema de pruebas con todas las opciones en un cuadro de diálogo.
- Soporte para más de dos idiomas.
- Búsqueda de palabras.
- Gestión de la sesión.
- Comparte y descarga vocabulario.